# مارثا زوايغ
مارثا زوايغ (بالإنجليزية: Martha Zweig)‏ (2 أبريل 1942، فيلادلفيا في الولايات المتحدة)؛ كاتِبة وشاعرة أمريكية. درست في جامعة ميشيغان.